# آینوا سانتاماریا
آینُوا سانتاماریا (اسپانیایی: Ainhoa Santamaría‎؛ زادهٔ ۱۹۸۰) بازیگر اهل اسپانیا است.
از فیلم‌ها یا برنامه‌های تلویزیونی که وی در آنها نقش داشته‌است می‌توان به ایزابل، خانه کاغذی، الیت، تاج شکسته و مادران موازی اشاره کرد.